# Creu Grossa (Sant Mateu de Bages)
La Creu Grossa, anomenada també Creu de cal Pons, és una creu de terme de Sant Mateu de Bages (Bages) situada al costat del camí de Castelltallat, a la cruïlla d'un altre camí que va cap a can Prat Barrina, a uns 500 m de la masia de cal Pons i del nucli de Castelltallat.
Es tracta d'una creu construïda l'any 1906, de tipologia força semblant a altres que es troben al municipi, com ara la creu de Fontanet. Destaca per un sòlid pedestal, que està format per dos grans blocs de pedra esglaonats (el superior amb les arestes inclinades). Al seu damunt hi ha una creu llatina de pedra, amb les astes de secció quadrada i acabades de forma trilobul·lada. A la cara principal, orientada vers migdia, té les següents inscripcions: JUAN PONS [F]ETA L'A[N]Y MCMVI. INRI. Per la part posterior té gravada una creu llatina sobre un triangle.